# Karabiny maszynowe Diegtiariowa
Karabiny maszynowe Diegtiariowa to kilka wzorów karabinów maszynowych konstrukcji rosyjskiego konstruktora broni strzeleckiej Wasilija Diegtiariowa, nazywane też popularnie Diegtariew lub Diegtiariow. Oprócz karabinów maszynowych, konstruował pistolety maszynowe (PPD), a także karabin przeciwpancerny (PTRD).

## DP

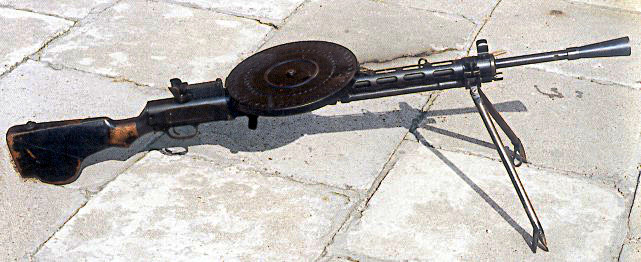
DP

DP – pierwszy ręczny karabin maszynowy Diegtiariowa. Był jednym z pierwszych typów broni skonstruowanej po 1917 r. w Związku Radzieckim. Został przyjęty na uzbrojenie Armii Czerwonej jako ręczny karabin maszynowy w 1927 r., a następnie produkowany w wielkich ilościach. Nazwa pochodziła od skrótu: Diegtiariowa Piechotnyj – „(karabin maszynowy) piechoty Diegtiariowa”. Karabin ten wykorzystywany z dużym powodzeniem do końca II wojny światowej.
Od 1943 r. w uzbrojeniu Wojska polskiego. Używany jeszcze wiele lat po wojnie (w Obronie Terytorialnej do połowy lat 80.).

## DPM
DPM – rkm DP był prostym i niezawodnym karabinem, chociaż nie bez wad, dlatego też w oparciu o doświadczenia II wojny światowej został w latach 1943–44 odrobinę zmodernizowany. Zmodernizowana wersja oznaczona była symbolem DPM, gdzie M oznacza modiernizrowannyj.
W czasie modernizacji myślano także o wymianie ciężkiego i niewygodnego magazynka talerzowego na taśmę, ale z pewnych względów rozwiązanie to wprowadzono dopiero w 1946 r., kiedy to przyjęto na uzbrojenie Armii Radzieckiej powtórnie zmodernizowany karabin w wersji RP-46 (Rotnyj Pulemiot – karabin maszynowy kompanii, wzór 1946).

## RP-46
RP-46 wypełnił lukę pomiędzy lekką bronią automatyczną plutonu taką jak RPD i ciężkimi karabinami maszynowymi. Karabin ten pozostawał w służbie do lat sześćdziesiątych XX w., kiedy to został zastąpiony przez pierwszy radziecki uniwersalny karabin maszynowy PK/PKS.

## RPD

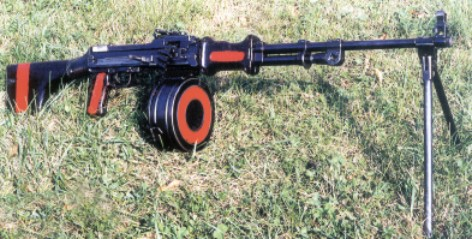
RPD

RPD (Rucznoj Pulemiot Diegtiarjowa – ręczny karabin maszynowy Diegtariowa) był jednym z pierwszych modeli broni zaprojektowanej do strzelania nowym nabojem pośrednim 7,62 × 39 mm. Amunicja ta została opracowana około 1944 r. i była na wyposażeniu Armii Radzieckiej od wczesnych lat pięćdziesiątych do sześćdziesiątych XX w., kiedy to został zastąpiony przez ręczny karabin Kałasznikowa RPK. Zdaniem wielu nie była to najlepsza decyzja. Chociaż formalnie karabin ten został wycofany, nadal wiele jego egzemplarzy można znaleźć w magazynach armii rosyjskiej.
Rkm RPD był szeroko eksportowany do krajów zaprzyjaźnionych ze Związkiem Radzieckim, a także produkowany na licencji w innych krajach zwłaszcza w Chinach jako karabin maszynowy Typ 56. W Ludowym Wojsku Polskim znajdował się na uzbrojeniu pod oznaczeniem rkm.D.

## DS-39
DS-39 (Diegtiarjowa Stankowyj) – ciężki karabin maszynowy, który miał zastąpić ckm Maxim wz. 1910. Karabin był obarczony wieloma wadami. Podczas ekstrakcji często pękały łuski, przy strzelaniu zdarzało się rozcalanie dosyłanych naboi. Po kilkakrotnym przekonstruowaniu wycofany z produkcji i uzbrojenia.

## DK
DK (Diegtarjowa Krupnokalibiernyj) – Wielkokalibrowy karabin maszynowy. Zasada działania podobna do rkm DP. Zasilanie magazynkowe zmniejszało szybkostrzelność praktyczną.

## DSzK
DSzK (Diegtarjowa-Szpagina Krupnokalibiernyj) – wielkokalibrowy karabin maszynowy skonstruowany przez Diegtiariowa wspólnie ze Szpaginem, pochodna wkm-u DK. Podstawową zmianą była zmiana zasilania na taśmowe (taśma 50 naboi). Po modernizacji w 1946 r. (DSzK wz.1938/46) był to podstawowy wkm armii Układu Warszawskiego.
Ponadto istniały odmiany DP i DPM, używane jako uzbrojenie czołgów (DT/DTM) i samolotów (DA). Karabiny te były wyposażone w magazynki talerzowe o mniejszej średnicy ale większej wysokości (grubości), ponadto miały cięższe lufy i inne sposoby zamocowania, ale budowa najważniejszych elementów mechanizmu pozostała praktycznie taka sama jak w karabinach piechoty.